# Quercus hintoniorum
Quercus hintoniorum, és una espècie del gènere Quercus dins de la família de les fagàcies. Està classificada en la secció dels roures vermells d'Amèrica del Nord, Centreamèrica i el nord d'Amèrica del Sud que tenen els estils llargs, les glans maduren en 18 mesos i tenen un sabor molt amarg. Les fulles solen tenir lòbuls amb les puntes afilades, amb truges o amb pues en el lòbul.

## Distribució i hàbitat
És un endemisme de Mèxic on es distribueix per Coahuila i Nuevo León.

## Taxonomia
Quercus hintoniorum va ser descrita per Nixon i C.H.Müll. i publicat a Brittonia 45: 147. 1993. Quercus és el nom genèric del llatí que designava igualment el roure i l'alzina.